# Iveco Bus
Iveco Bus ist ein europäischer Hersteller von Omnibussen und Oberleitungsbussen und Teil der Iveco Group.
Vorgänger ist das 1999 entstandene Joint Venture Irisbus, in dem der zum Fiat-Konzern gehörende Nutzfahrzeughersteller Iveco und Renault V. I. (RVI), die damalige Nutzfahrzeug-Tochter des Renault-Konzerns, ihre Busproduktion zusammenführten. Ab 2003 war Irisbus zu 100 Prozent ein Tochterunternehmen von Iveco, das von 2013 bis 2022 Teil von CNH Industrial war. Gleichzeitig wurde die Marke „Irisbus“ aufgegeben und die Busse wieder als Iveco vermarktet. Werke befinden sich in Frankreich, Italien, Spanien und Tschechien.

## Hintergrund
Iveco Bus ist einer der führenden Omnibushersteller Europas und verkaufte im Jahr 2007 über 10.000 Fahrzeuge. Das entspricht einem Marktanteil von über 20 Prozent. Das aktuelle Produktionsprogramm besteht aus dem Minibus Daily, dem Stadtbus Urbanway in verschiedenen Längen, sowie seinem BRT-Pendant Crealis, dem Regionalbus Crossway (auch als Low-Entry-Bus) und den Reisebussen Evadys und Magelys. Frühere Modelle waren die Stadtbusse Agora und Citelis, die Regionalbusse Arès, Arway und Axer sowie der Reisebus Iliade.
Der erste Evadys wurde November 2003 als Nachfolger des Euroclass fertiggestellt. Die Produktion der ersten Generation endete im Mai 2013.
Zu Iveco Bus gehören als Tochterfirmen auch Iveco Czech Republic (ehemals Karosa) und die Aufbauhersteller Heuliez Bus in Frankreich, Orlandi in Italien und Ikarus Egyedi in Ungarn. Der ebenso wie Ikarus Egyedi aus dem ungarischen Staatsunternehmen hervorgegangene Hersteller Ikarus war von 1999 bis zum Februar 2006 ebenfalls eine Tochterfirma.
Von 2003 bis 2013 wurden die Omnibusse von Iveco Bus unter dem Markennamen „Irisbus“ und mit dem Firmensymbol – einem ringförmig gekrümmten Delfin – als Markenzeichen hergestellt. Vorher wurden bei den Bussen noch die Markennamen „Iveco“ und „Renault“ verwendet. Seit Mai 2013 lautet der Markenname Iveco Bus. An der Fahrzeugfront wurde das Delfin-Logo durch den Iveco-Schriftzug ersetzt.
Weitere Marken, deren Tradition sich in Iveco Bus bündeln, sind Berliet und Saviem in Frankreich (in Renault/RVI aufgegangen), Fiat, Lancia und Alfa Romeo in Italien (in Fiat aufgegangen), Magirus-Deutz in Deutschland, Pegaso in Spanien (von Iveco übernommen) sowie Karosa in der Tschechischen Republik. Am 14. September 2011 wurde bekannt, dass man das Werk in Valle Ufita schließen wolle, nachdem man bei einer Produktionskapazität von über 1000 Bussen pro Jahr zuletzt nur noch 145 Fahrzeuge pro Jahr absetzen konnte. Das Werk war im Jahr 2013 bereits geschlossen. Neben der Marke Iveco Bus werden von Iveco noch Busse der Marke Heuliez Bus angeboten, allerdings nur in frankophonen Märkten. In anderen Märkten wird dieses Modell als Iveco E-Way verkauft.
Die Vertriebszentrale für Deutschland, Österreich und die Schweiz befindet sich in Unterschleißheim.

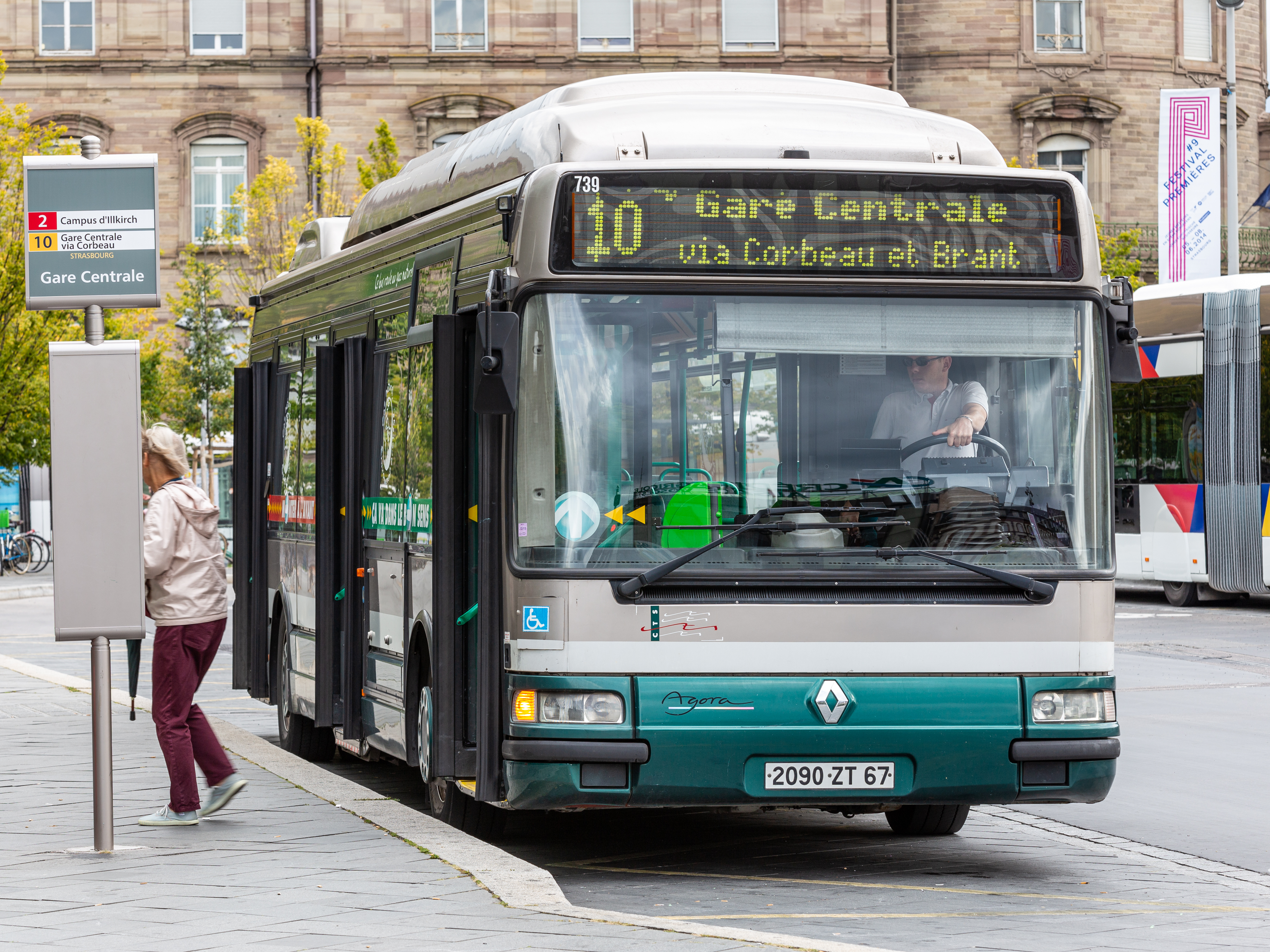
Renault Agora CNG-Bus
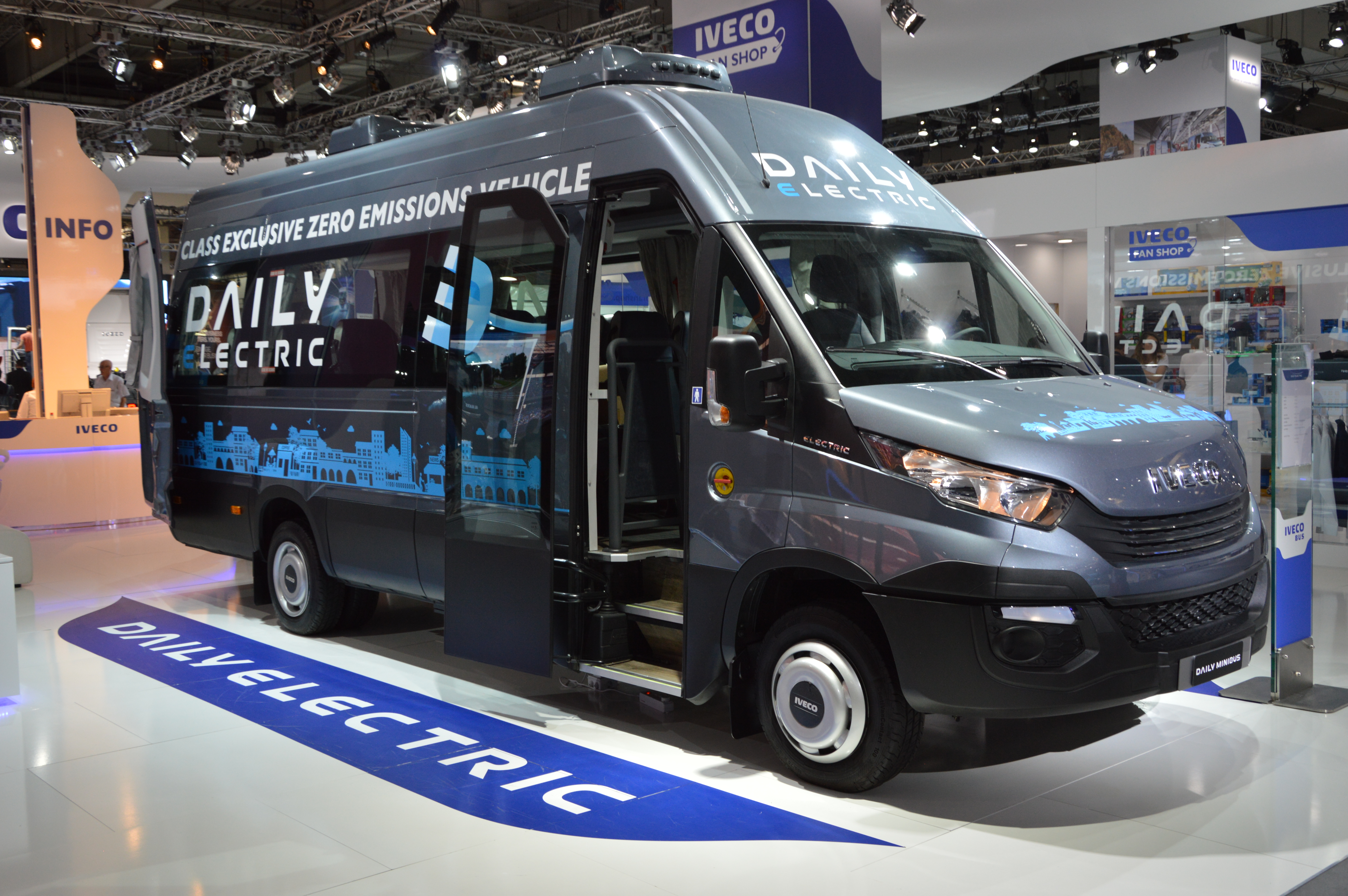
Minibus Daily Electric
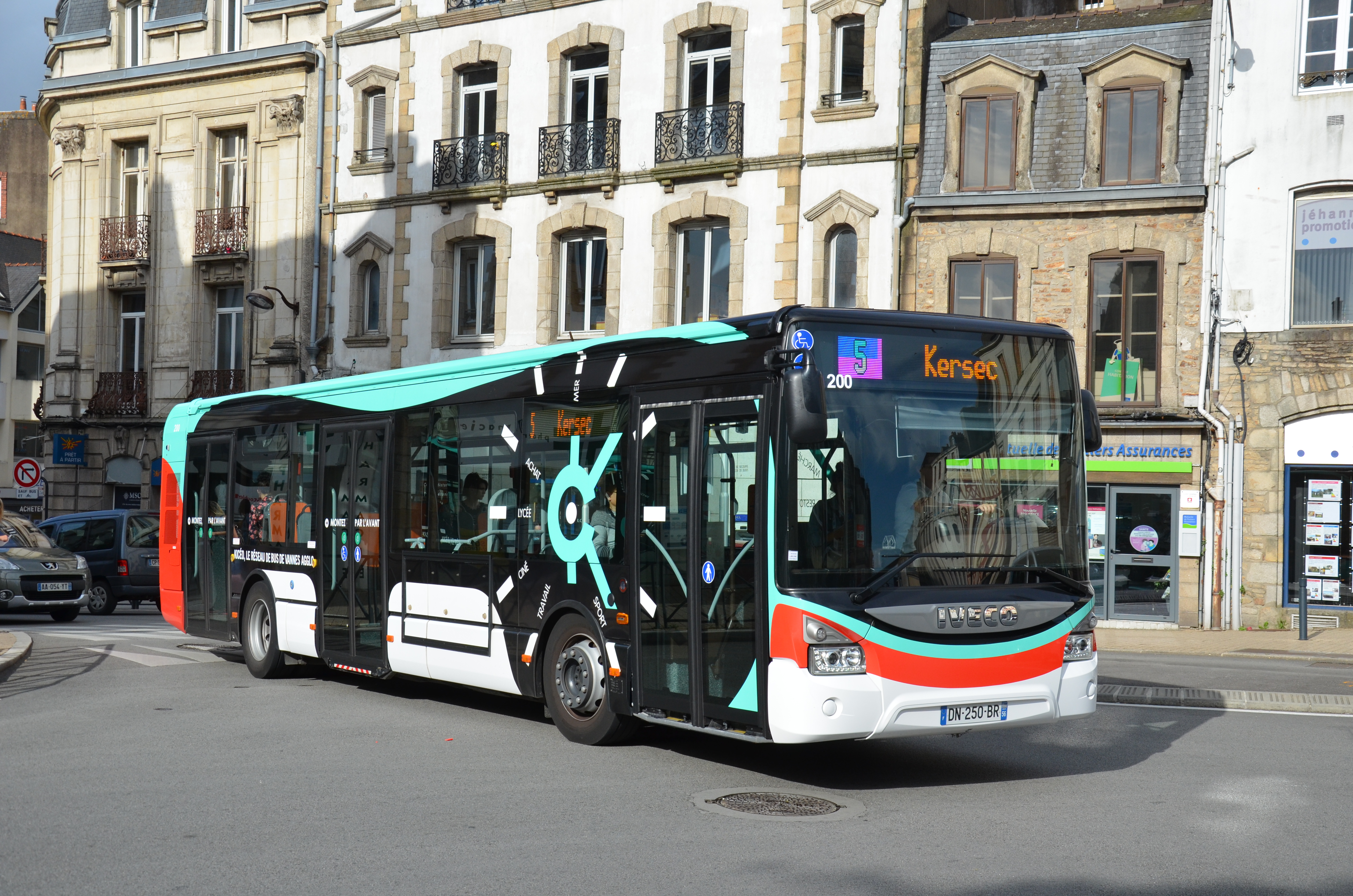
Stadtbus Urbanway
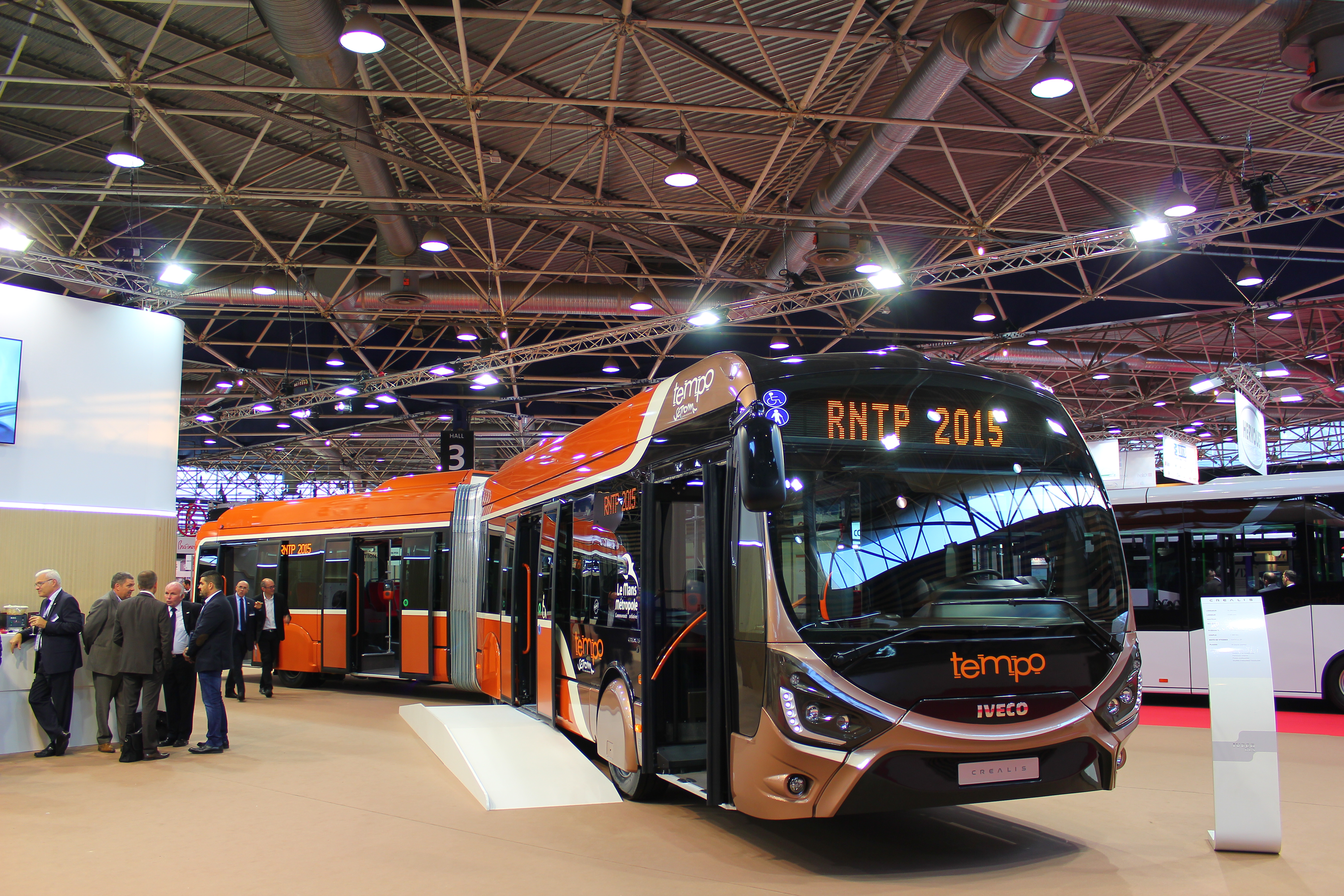
BRT-Bus Crealis
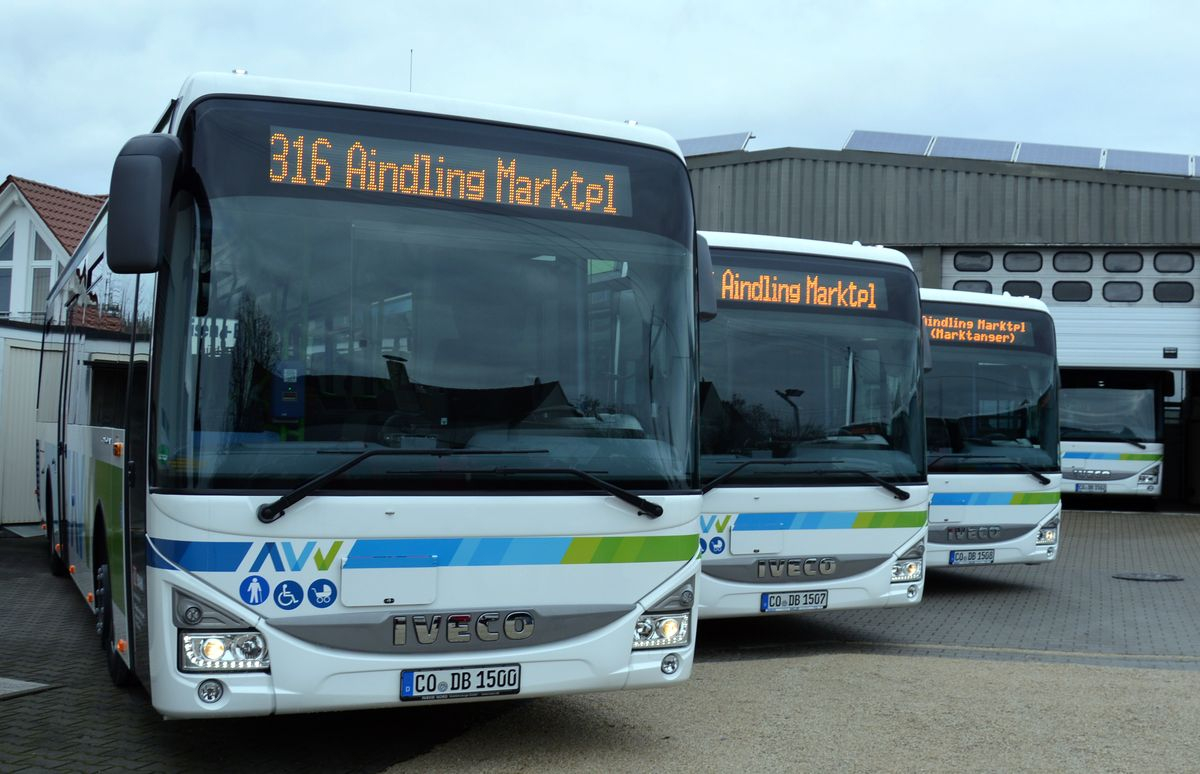
Stadtbus Crossway LE
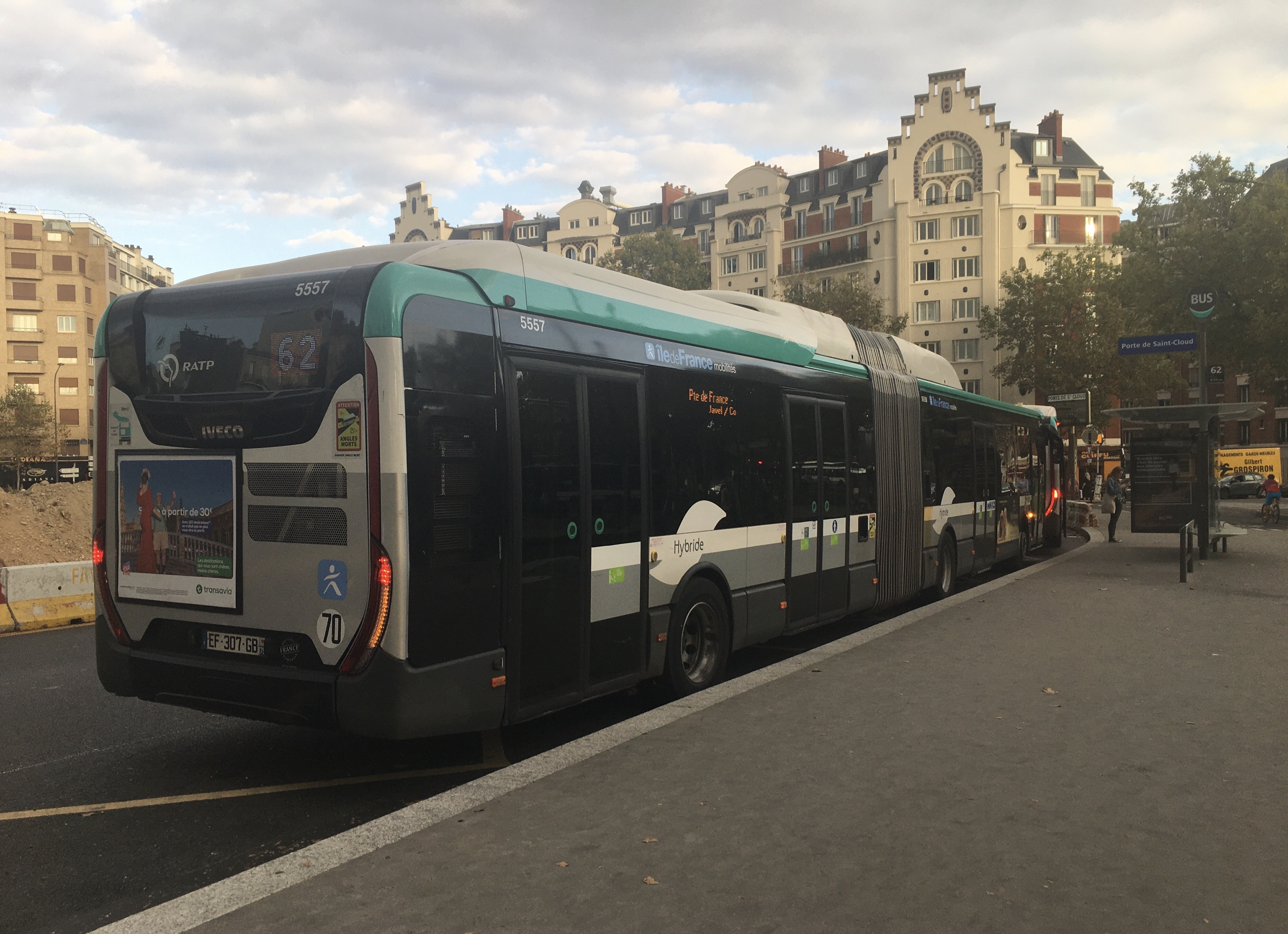
Iveco Urbanway 18 HYB
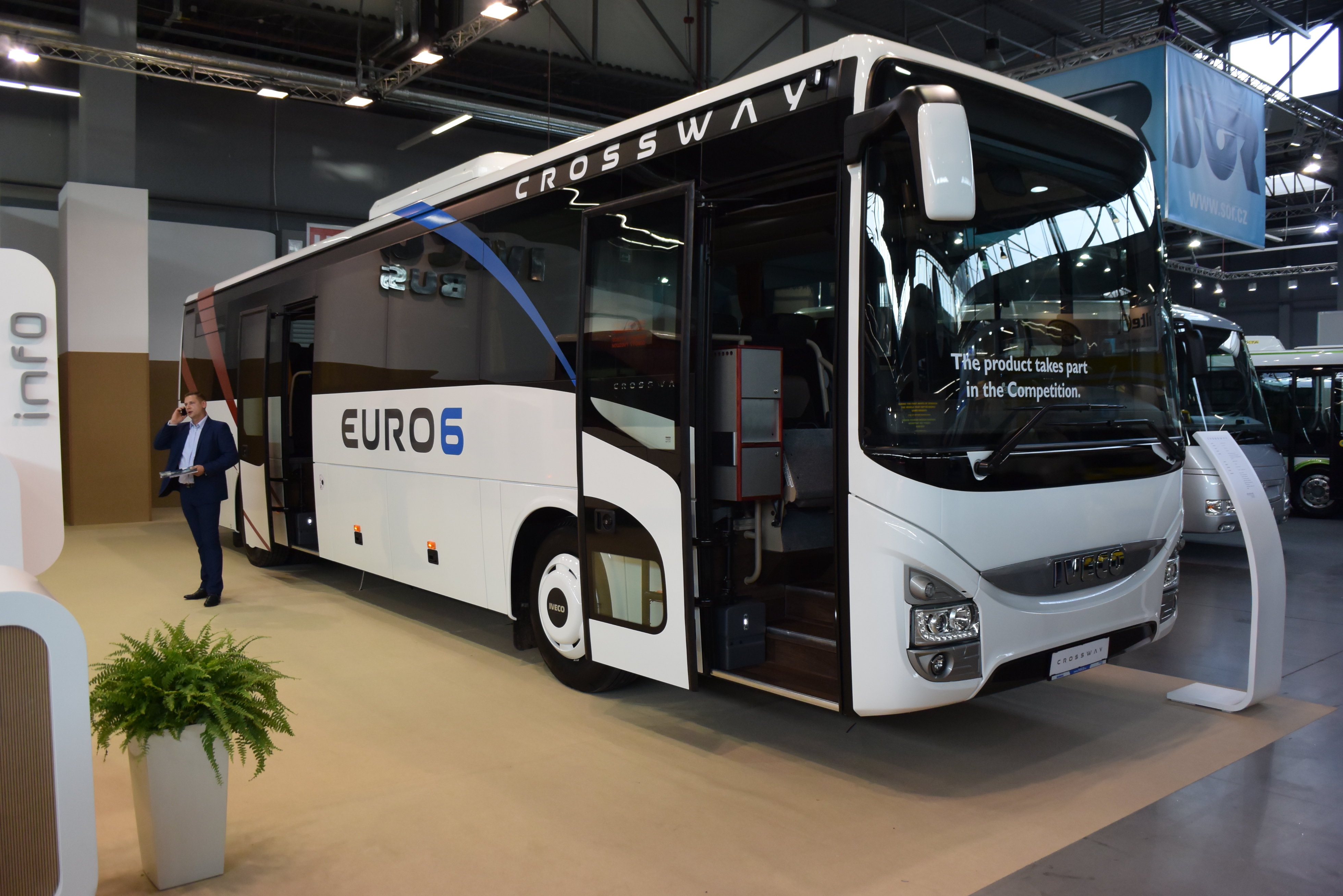
Überlandbus Crossway
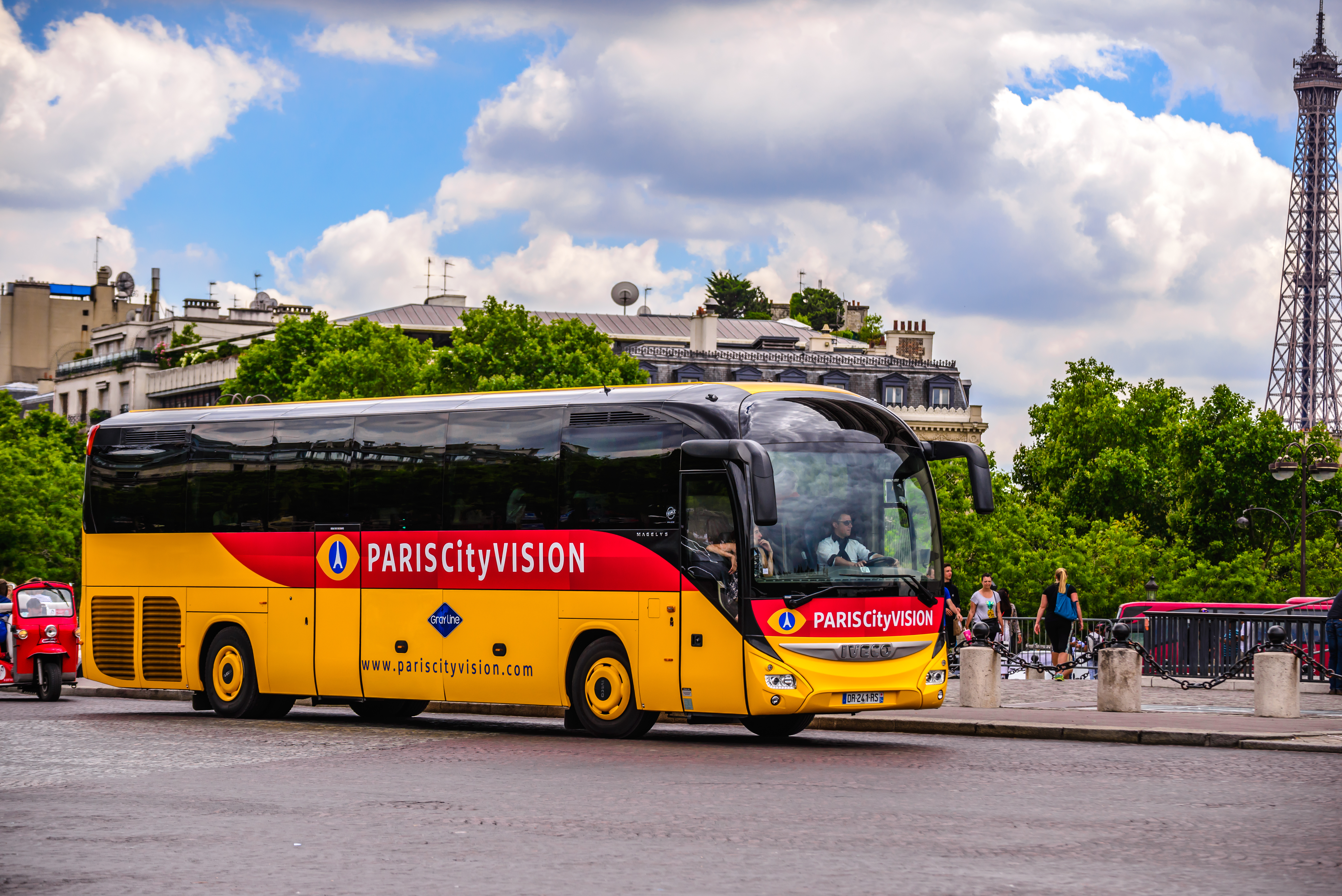
Reisebus Magelys
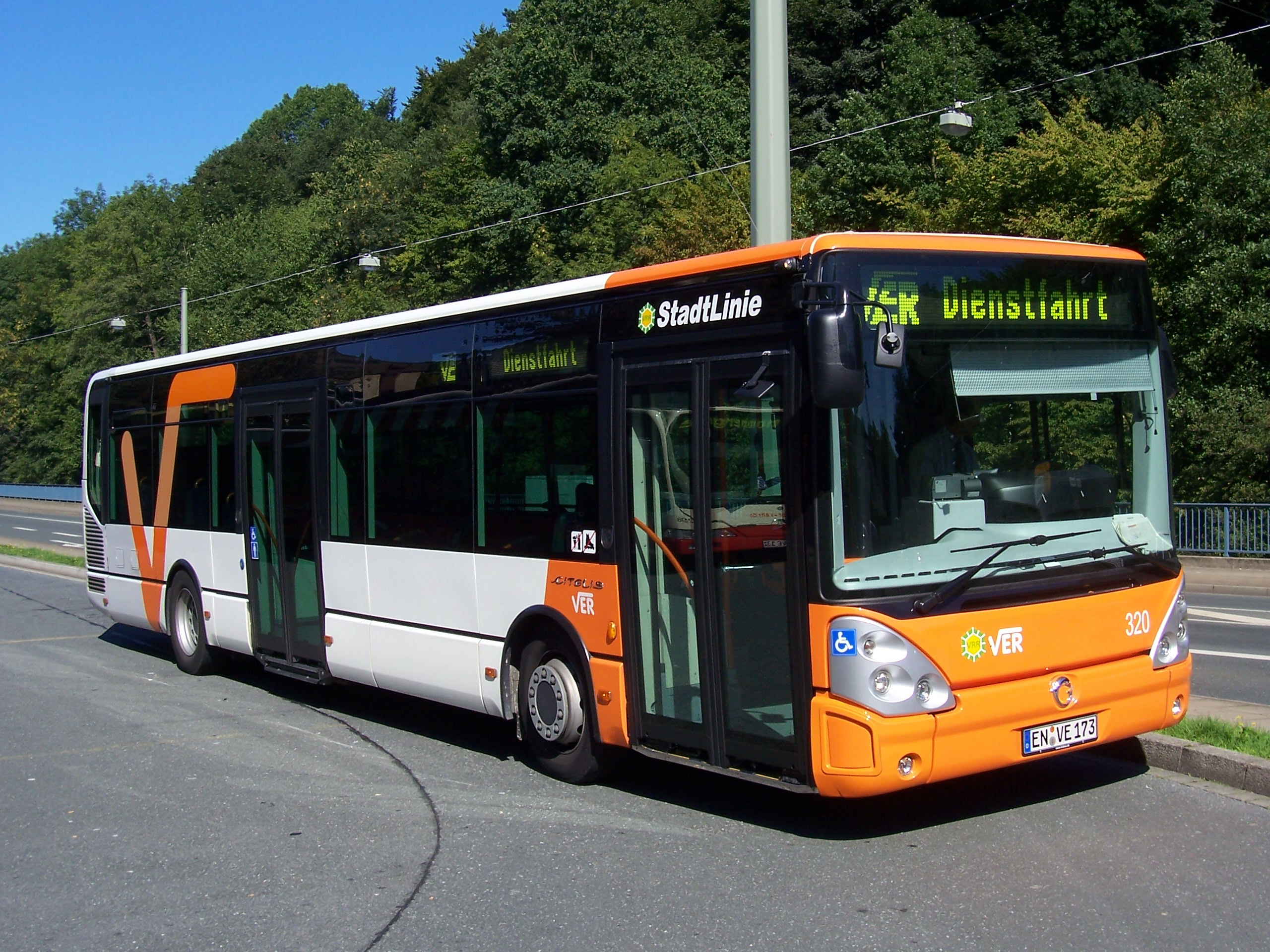
Stadtbus Irisbus Citelis
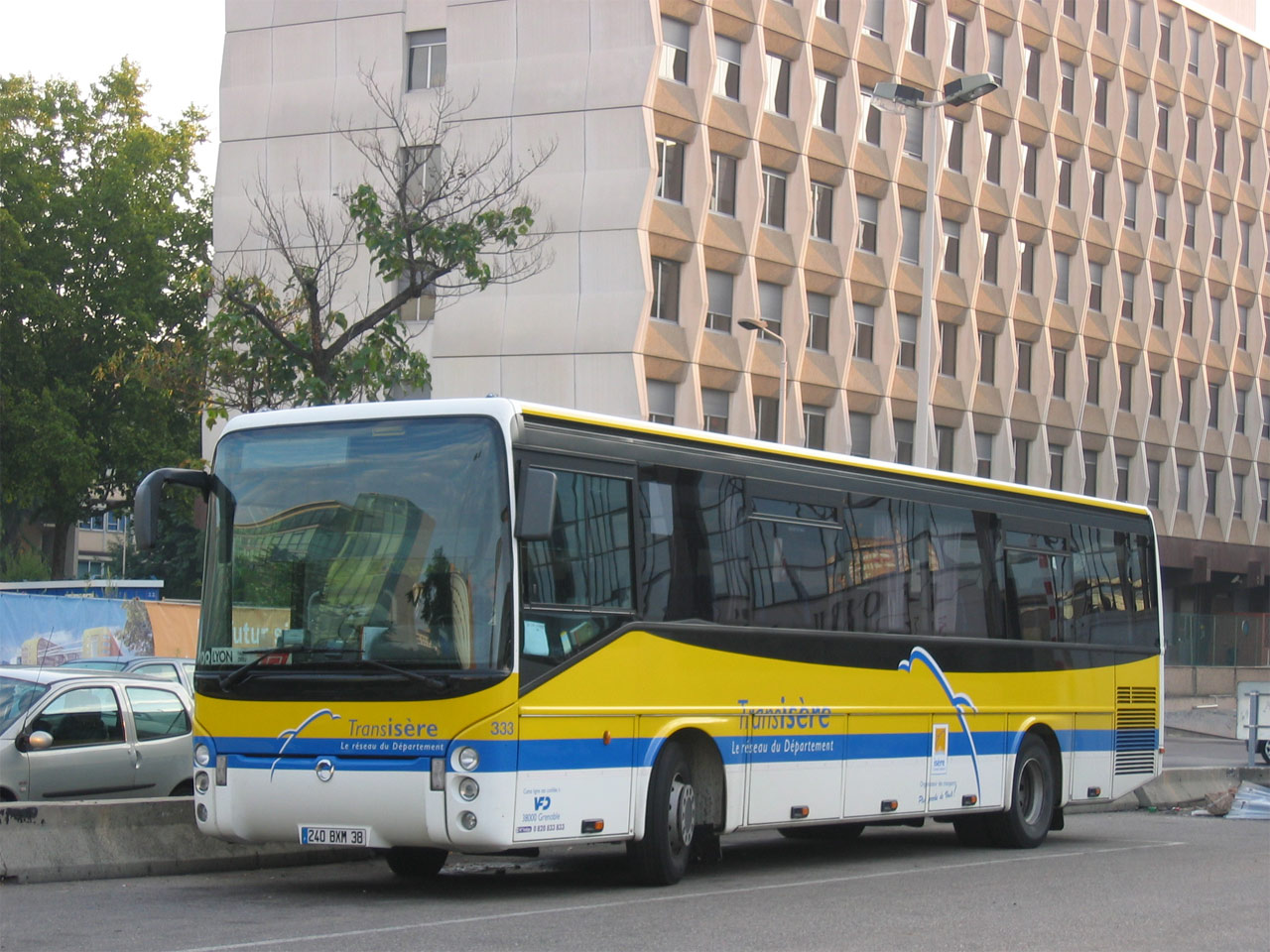
Überlandbus Irisbus Arès
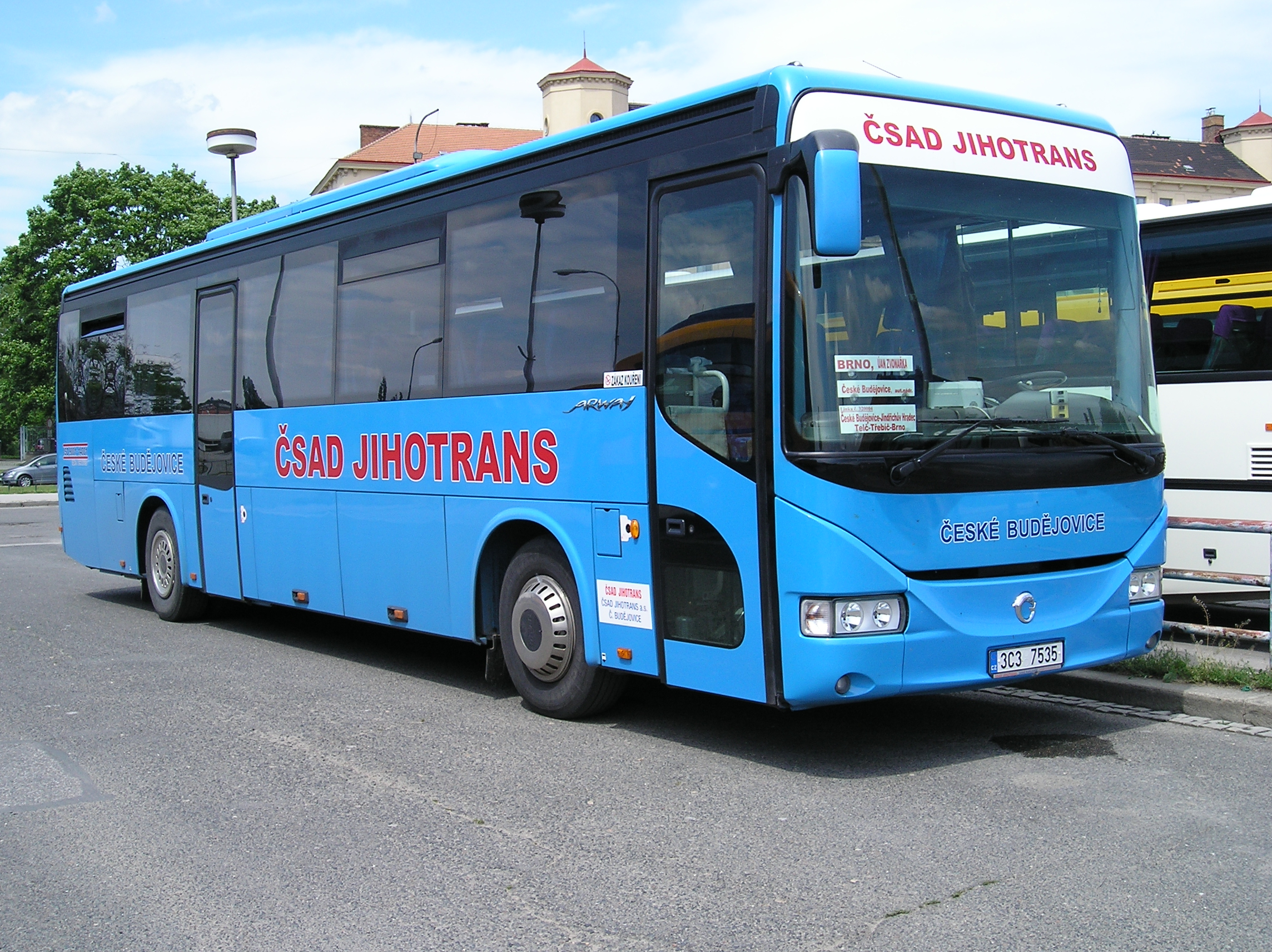
Überlandbus Irisbus Arway
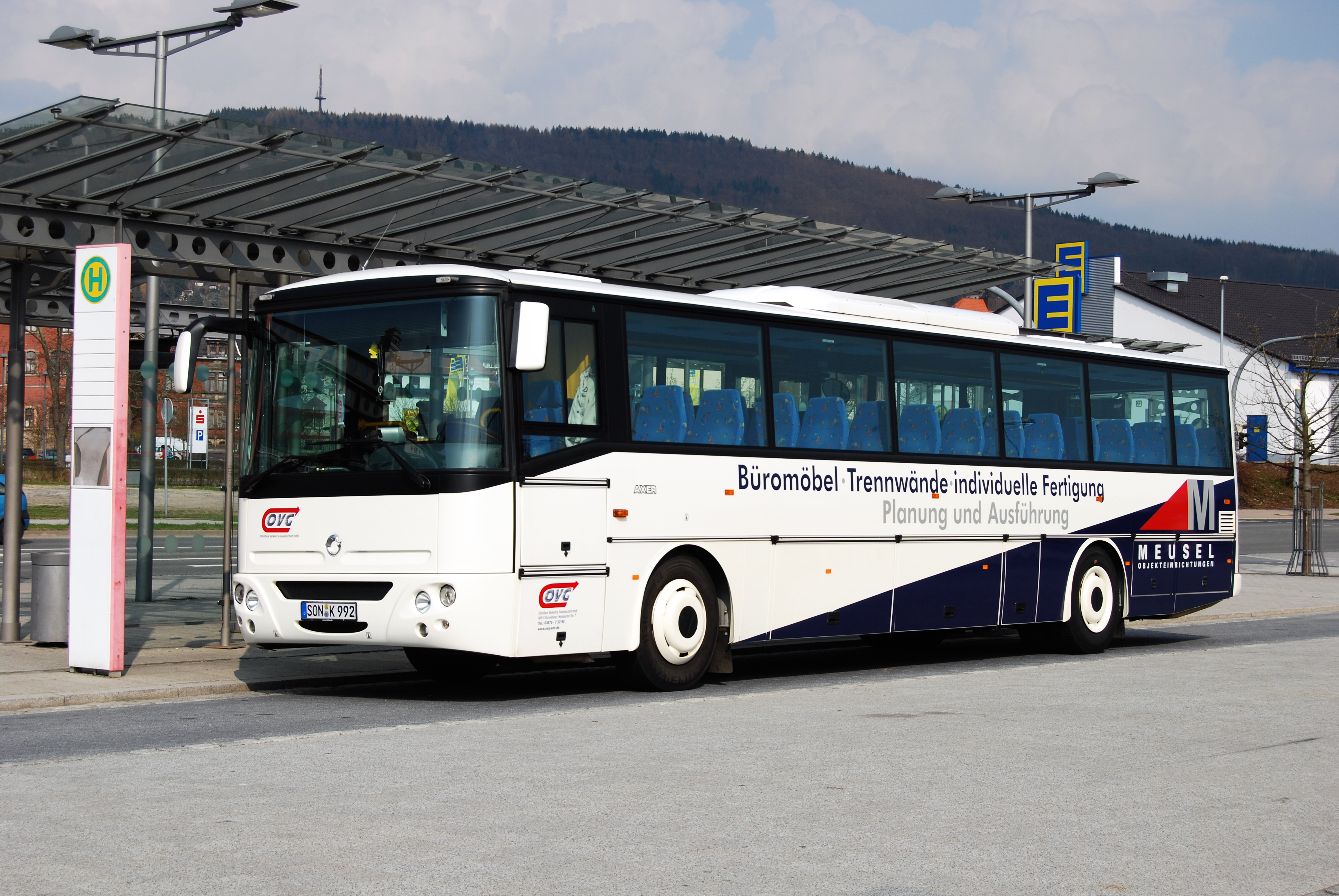
Überlandbus Irisbus Axer
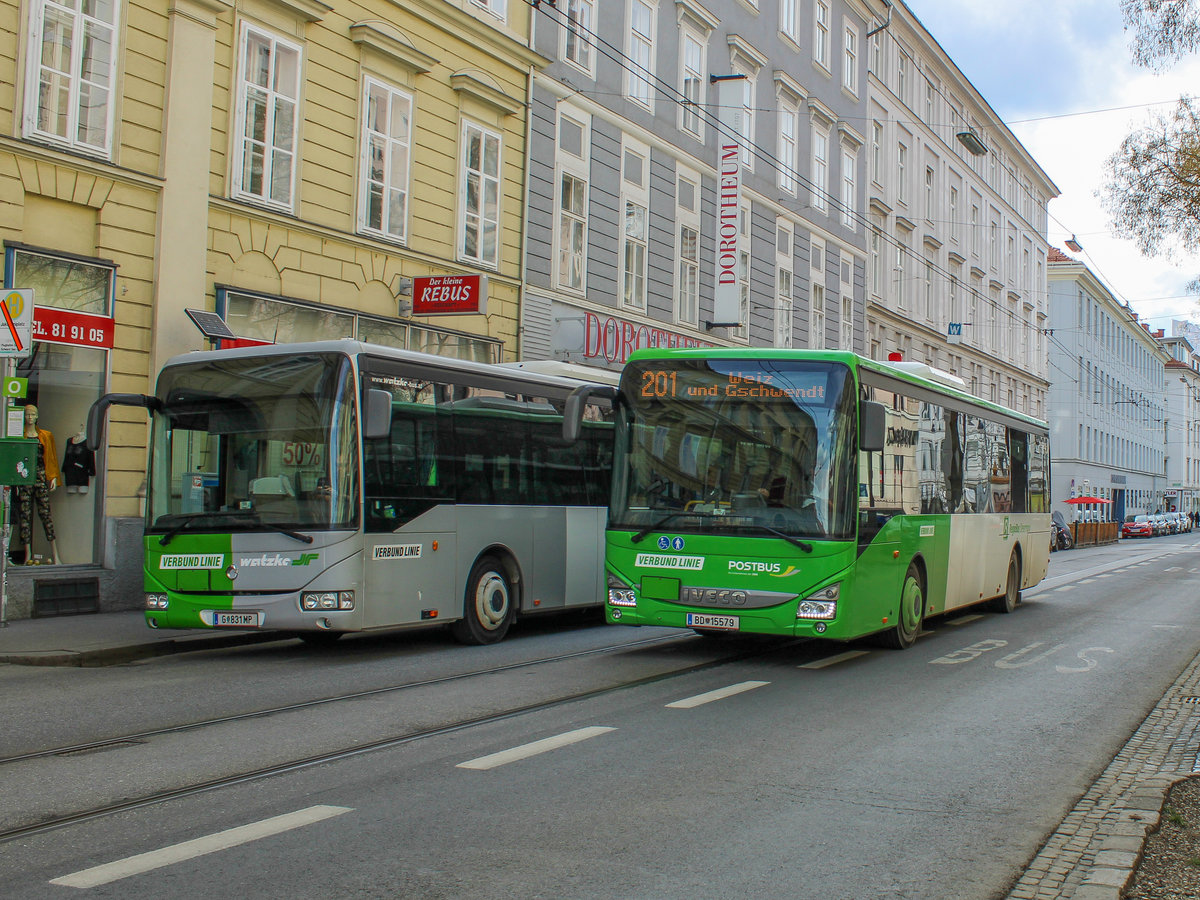
Irisbus Crossway & Iveco Crossway
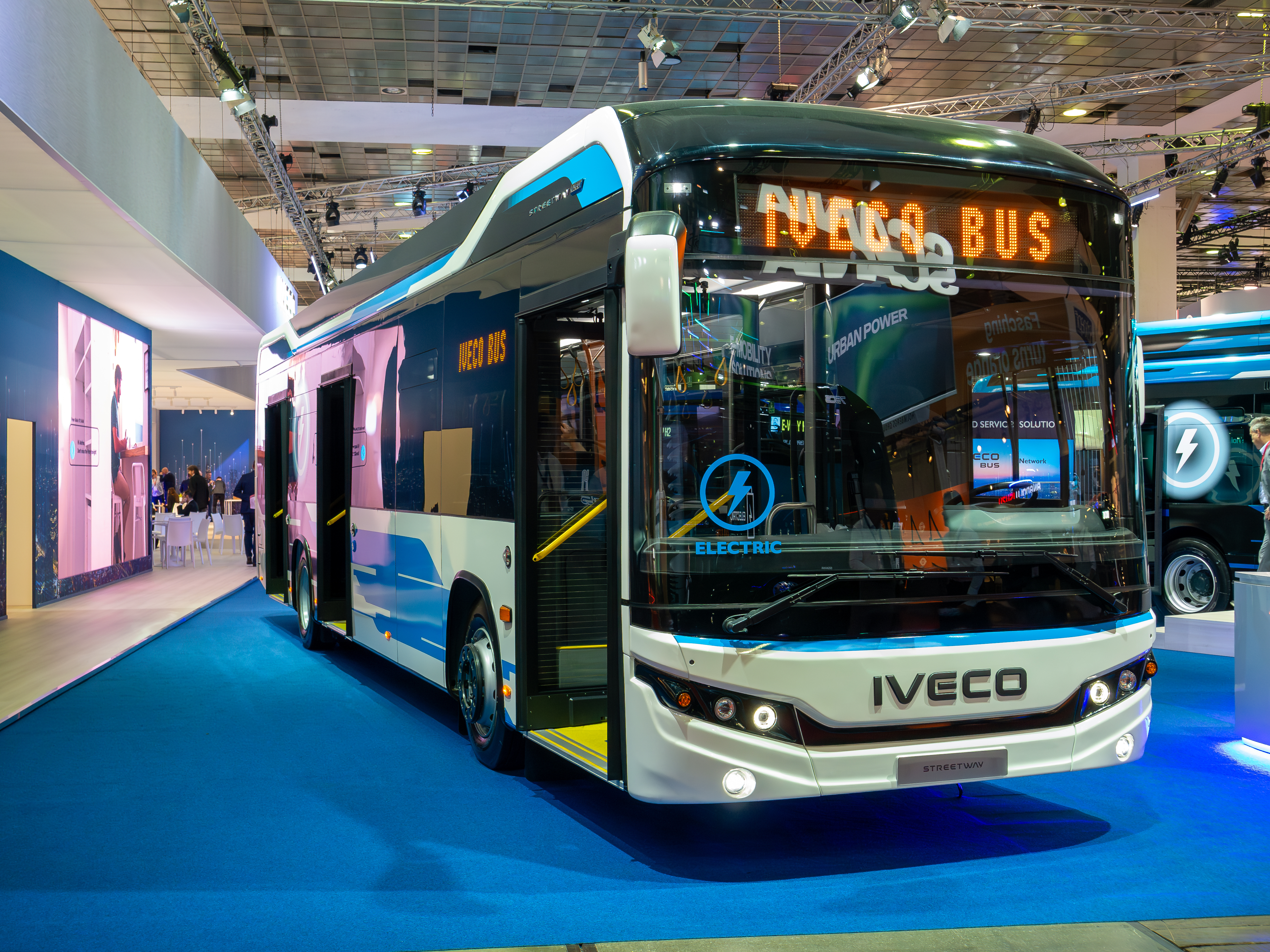
Stadtbus Streetway

## Oberleitungsbusse und Spurbusse
Die Oberleitungsbusse werden unter der Produktlinie Cristalis angeboten, besonderes Merkmal dieses Typs sind dessen Radnabenmotoren. Cristalis-O-Busse werden sowohl als Solowagen als auch als Gelenkwagen angeboten. In Frankreich verkehren sie in Limoges, Lyon und Saint-Étienne, in Italien in Bologna und beim Oberleitungsbus Mailand und in Spanien beim Oberleitungsbus Castellón de la Plana.
Für die rumänischen Städte Bukarest (100 Stück) und Cluj-Napoca (27 Stück) entstanden in den Jahren 2004 bis 2008 außerdem O-Busse des Typs Irisbus Agora mit konventionellem Antrieb. Sie wurden vom gleichnamigen Omnibusmodell abgeleitet, allerdings entstanden diese in Zusammenarbeit mit dem rumänischen Fahrzeughersteller Astra aus Arad.
Bei der Produktion von Oberleitungsbussen arbeitete Irisbus außerdem von 2003 bis 2009 mit dem tschechischen Maschinenbau- und Elektrounternehmen Škoda Transportation zusammen. Irisbus lieferte dabei die Karosserien für die Fahrzeuge der Baureihen 24Tr und 25Tr zu, Škoda selbst stellte daraufhin 2004 die Herstellung eigener Wagenkästen ein. Mittlerweile bezieht Škoda jedoch stattdessen Karosserien des polnischen Unternehmens Solaris Bus & Coach.
Außerdem ist Iveco Bus zusammen mit Matra und Alstom Hersteller des optischen Spurbus-Systems Civis. Angewendet wird das Prinzip bisher in Bologna und Las Vegas (jeweils mit dieselelektrischem Antrieb), in Castellón de la Plana verkehren außerdem auch die dortigen Cristalis-Oberleitungsbusse spurgeführt.

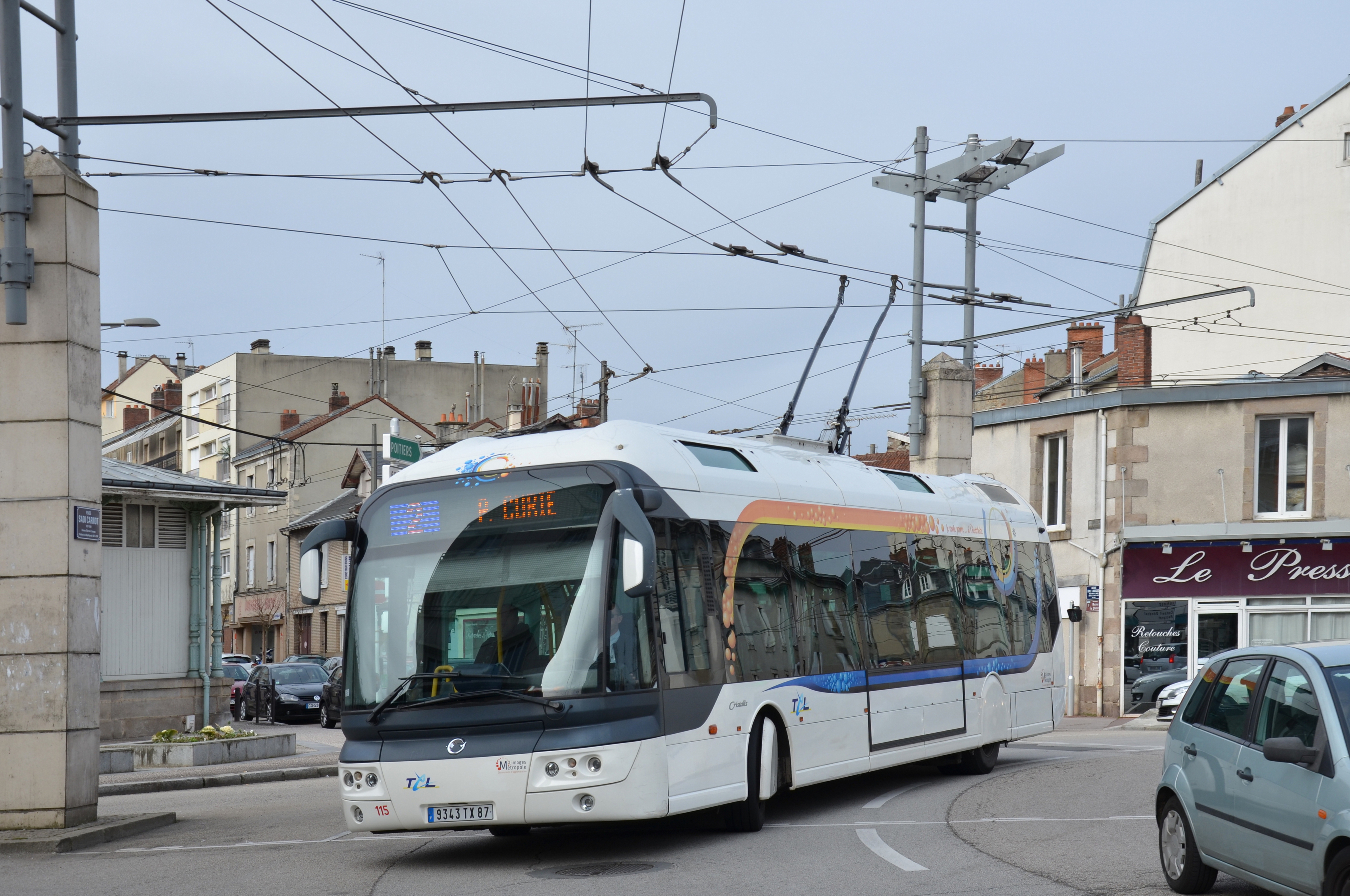
Oberleitungsbus Cristalis (Solowagen)
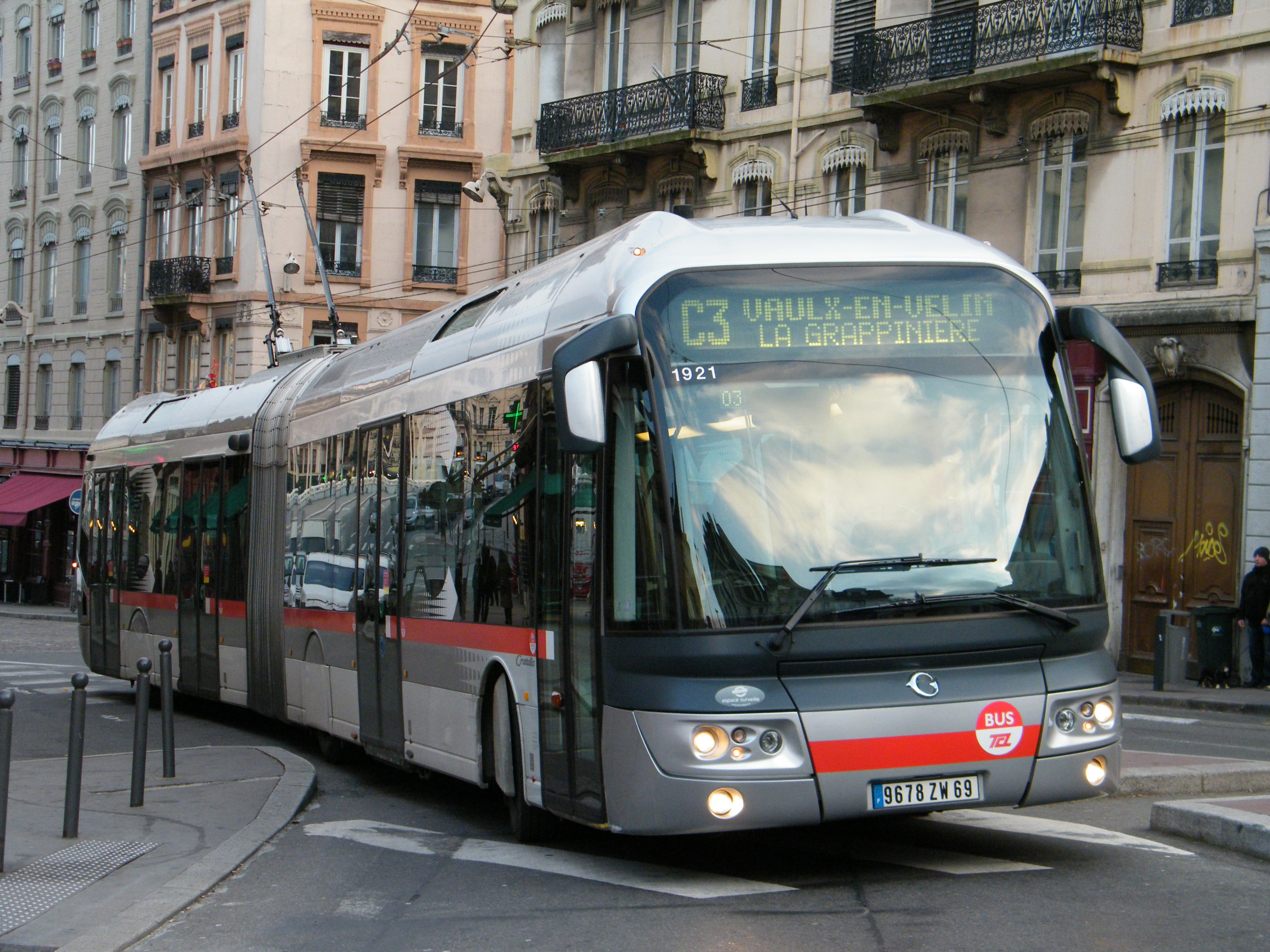
Oberleitungsbus Cristalis (Gelenkwagen)
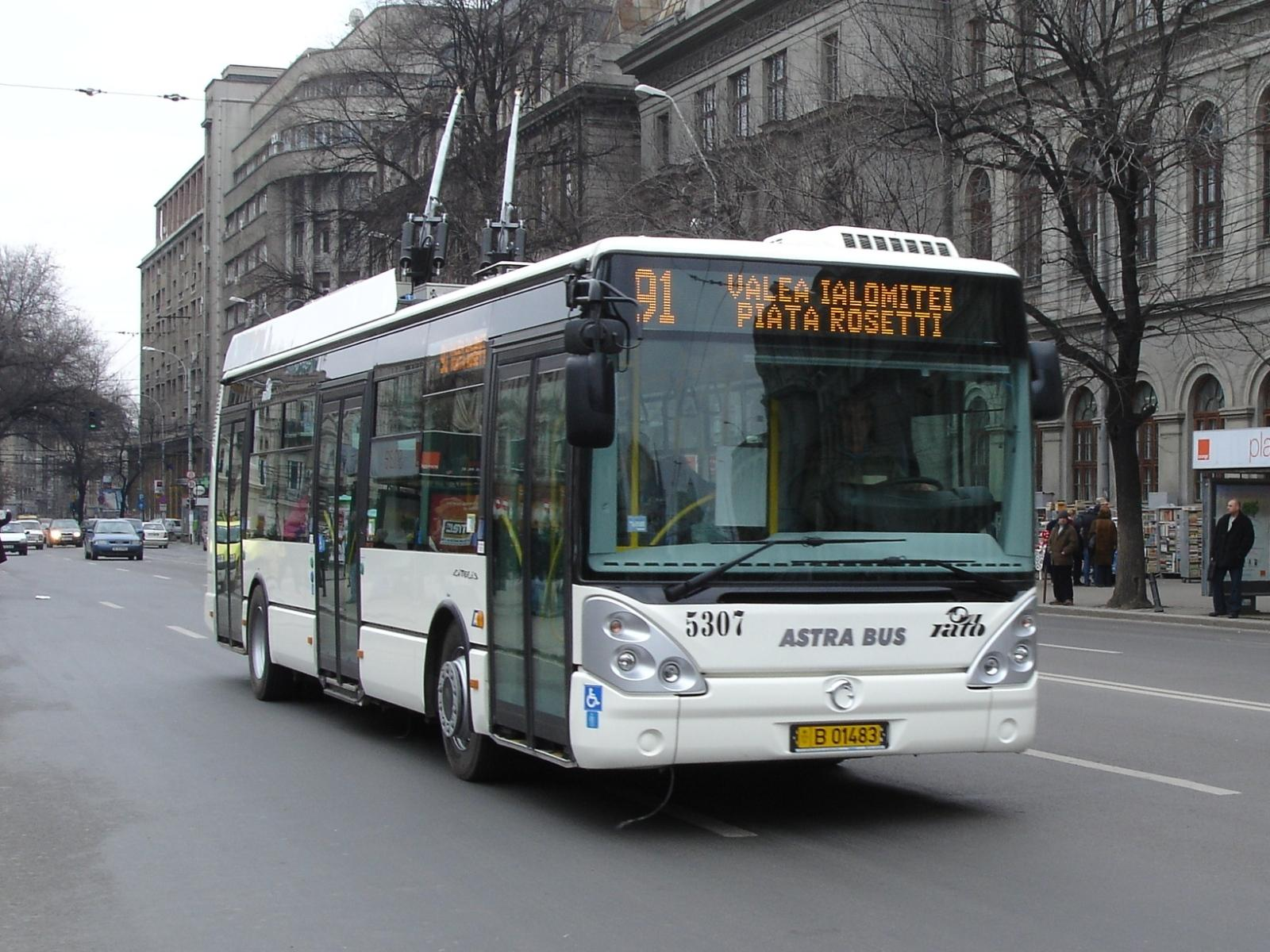
Oberleitungsbus Irisbus Astra Citelis in Bukarest
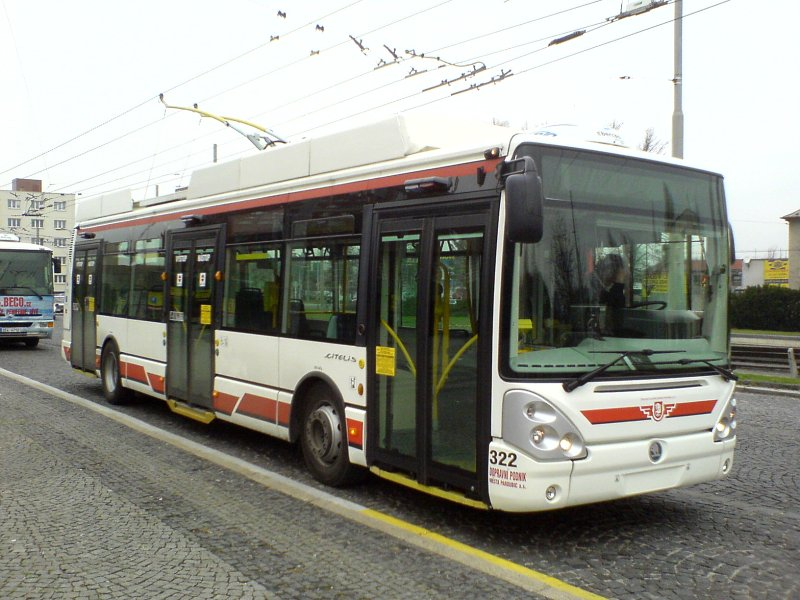
Škoda-Oberleitungsbus mit Citelis-Karosserie
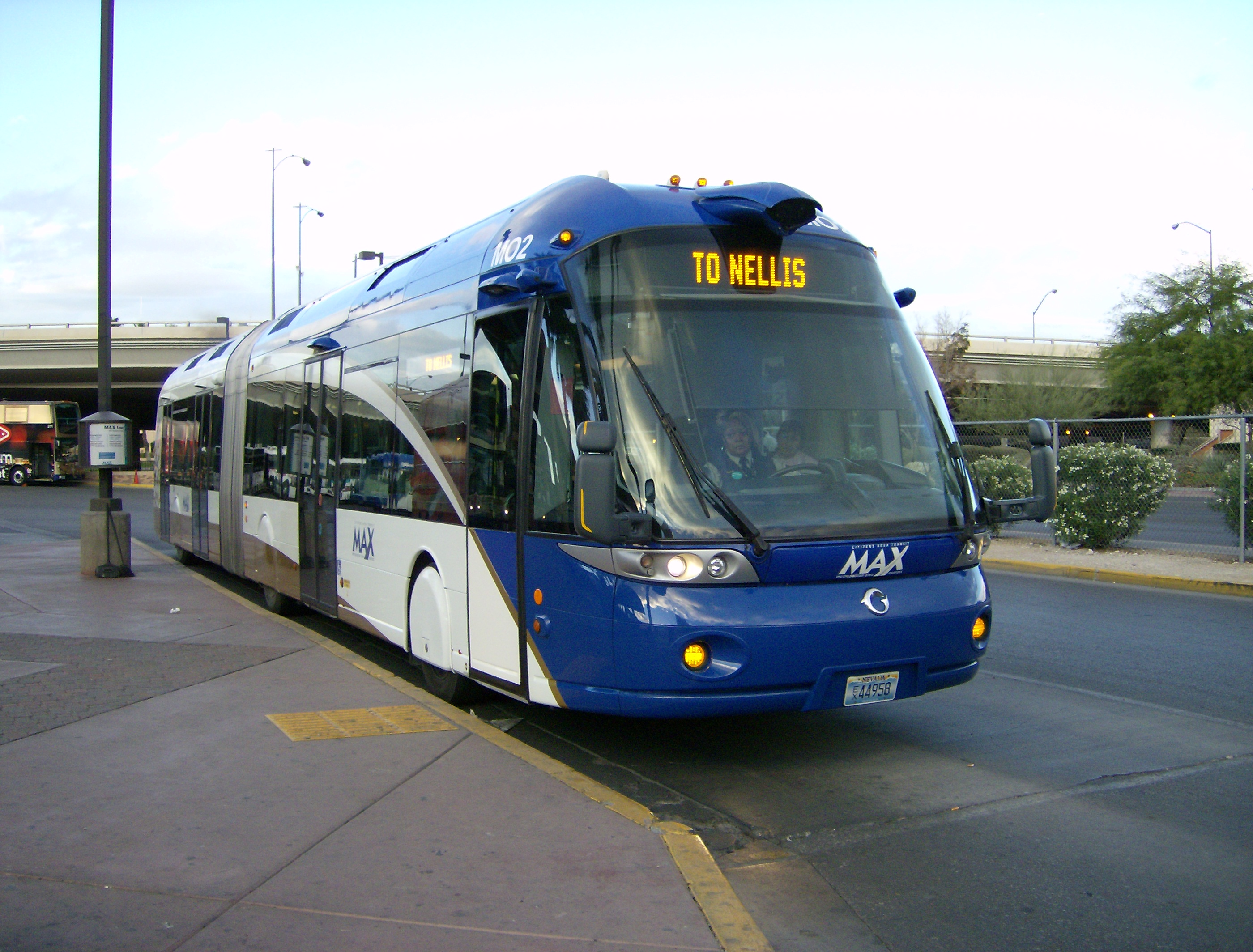
Spurbus Civis in Las Vegas
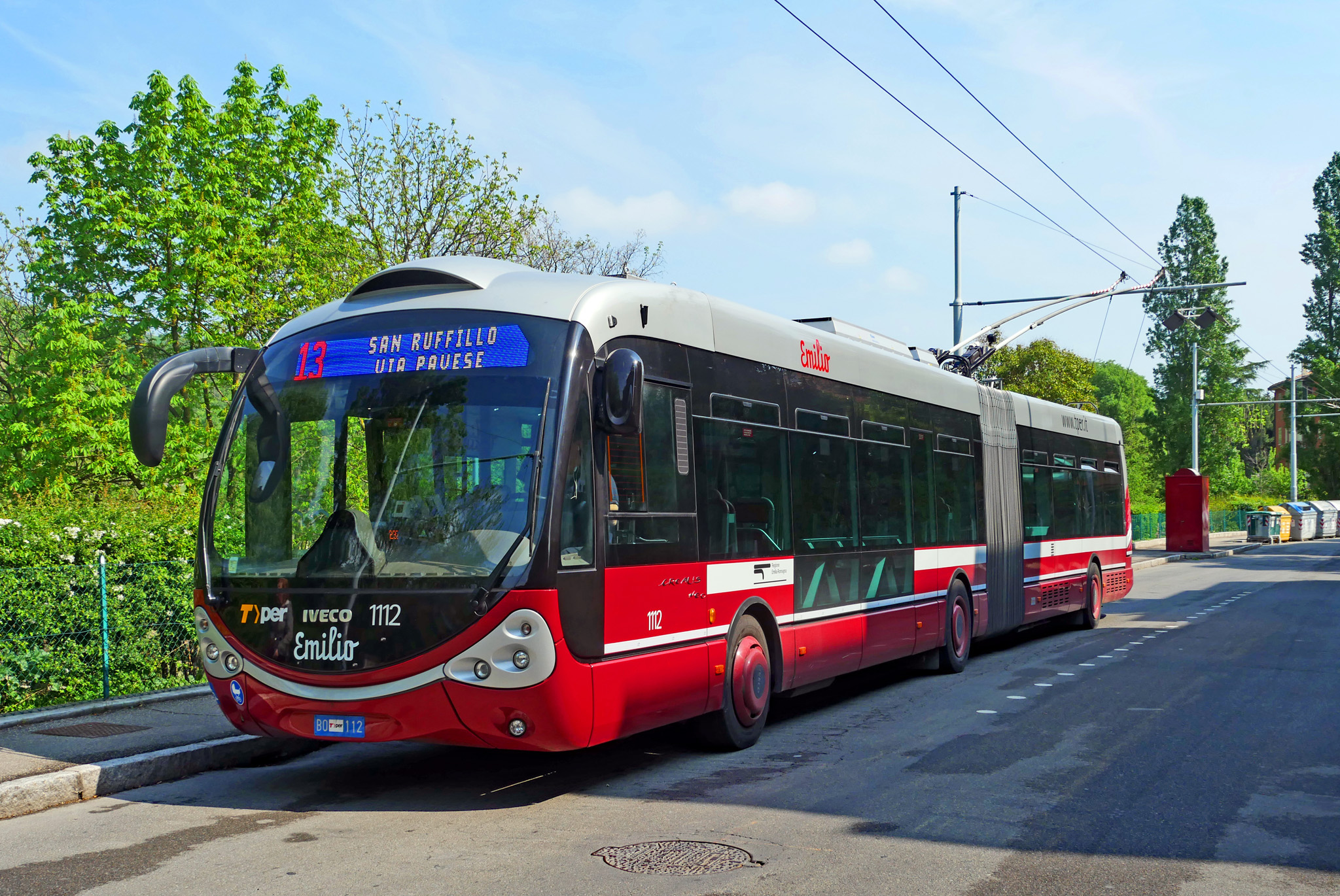
Oberleitungsbus Crealis 18 in Bologna (2017)

## Batteriebusse
Iveco Bus bietet unter dem Namen E-Way batterieelektrische Busse an. Die Reichweite beträgt bis zu 400 km. Es gibt eine 12-Meter-Version mit einer Batteriekapazität bis 485 kWh und eine 18-Meter-Gelenkversion mit einer Batteriekapazität bis 624 kWh. Beide Versionen werden über einen Combo 2 CSS-Stecker im Depot aufgeladen und bieten die Möglichkeit einer Gelegenheitsladung über unterschiedlich erhältliche Pantographen.

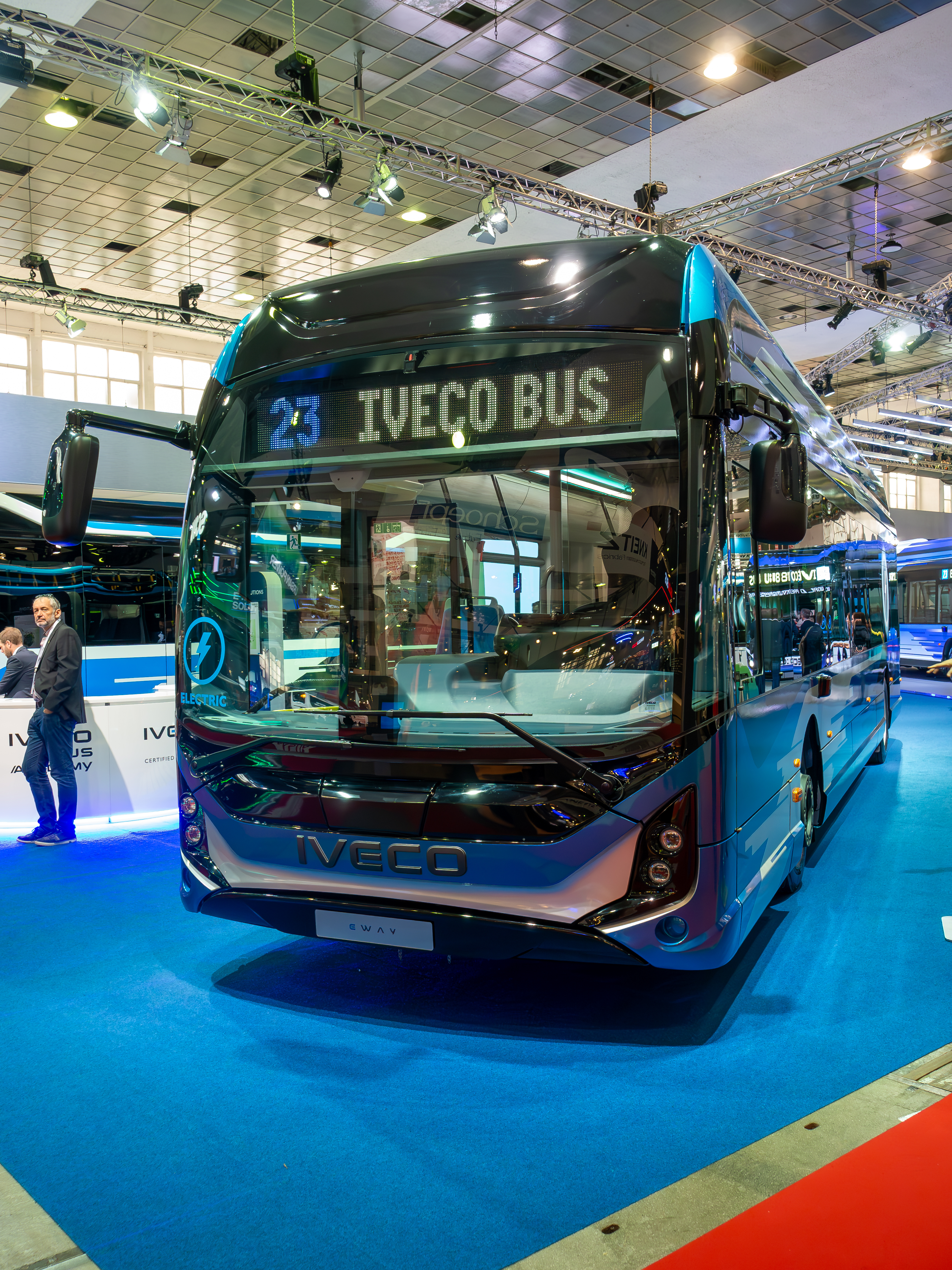
E-Way, Busworld Europe 2023, Brüssel (Solowagen)
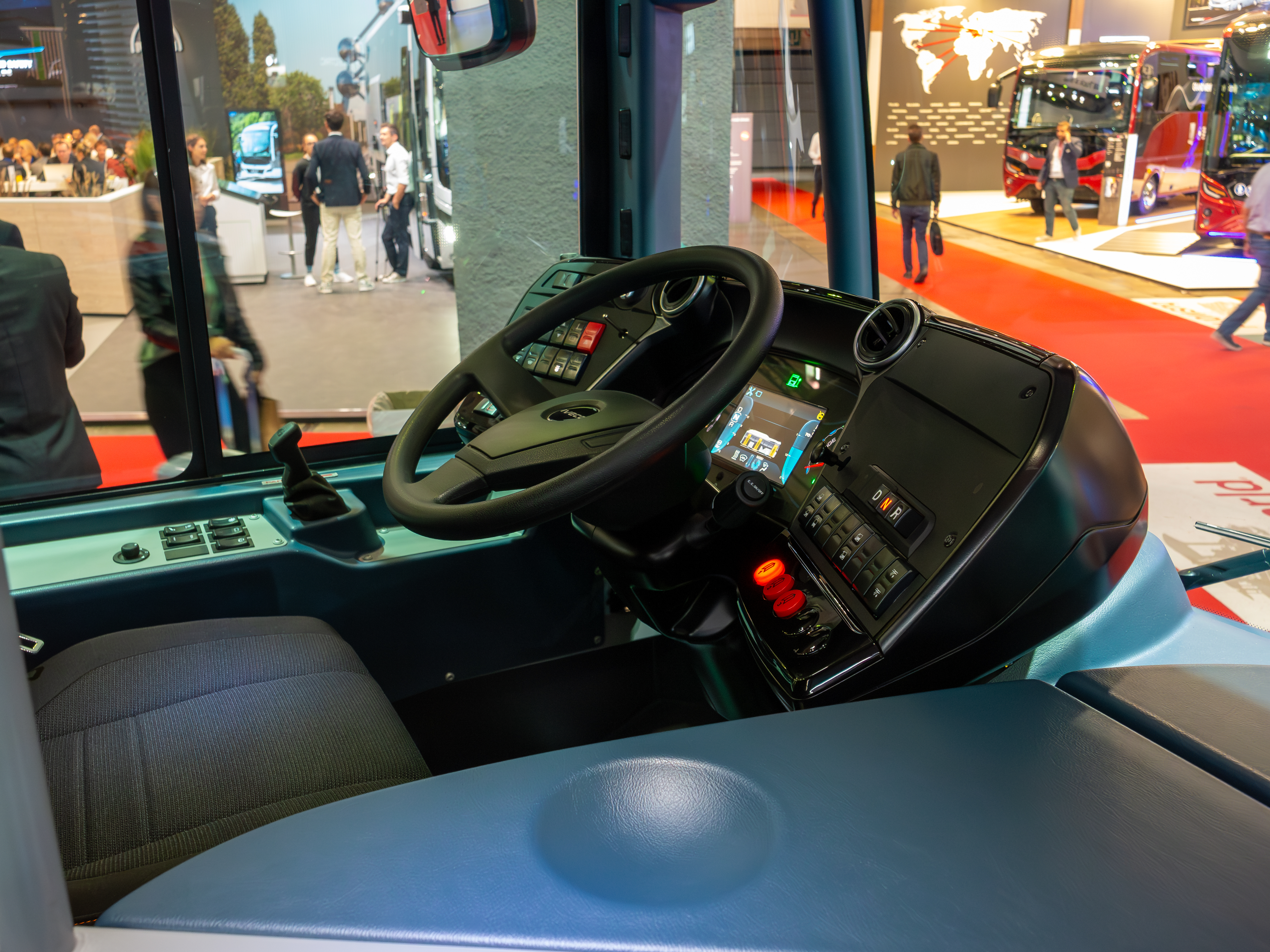
E-Way Fahrerkabine
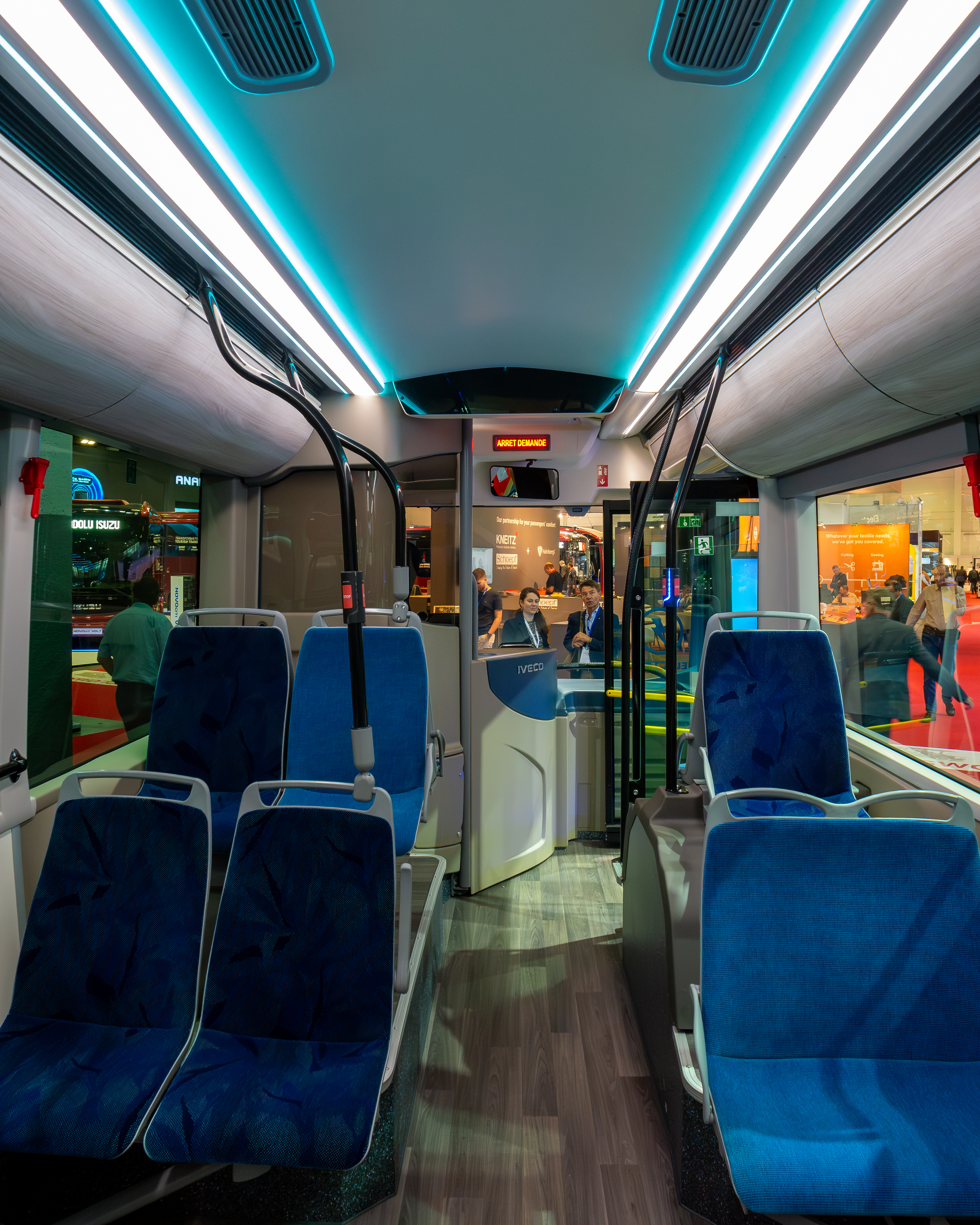
E-Way Innenraum
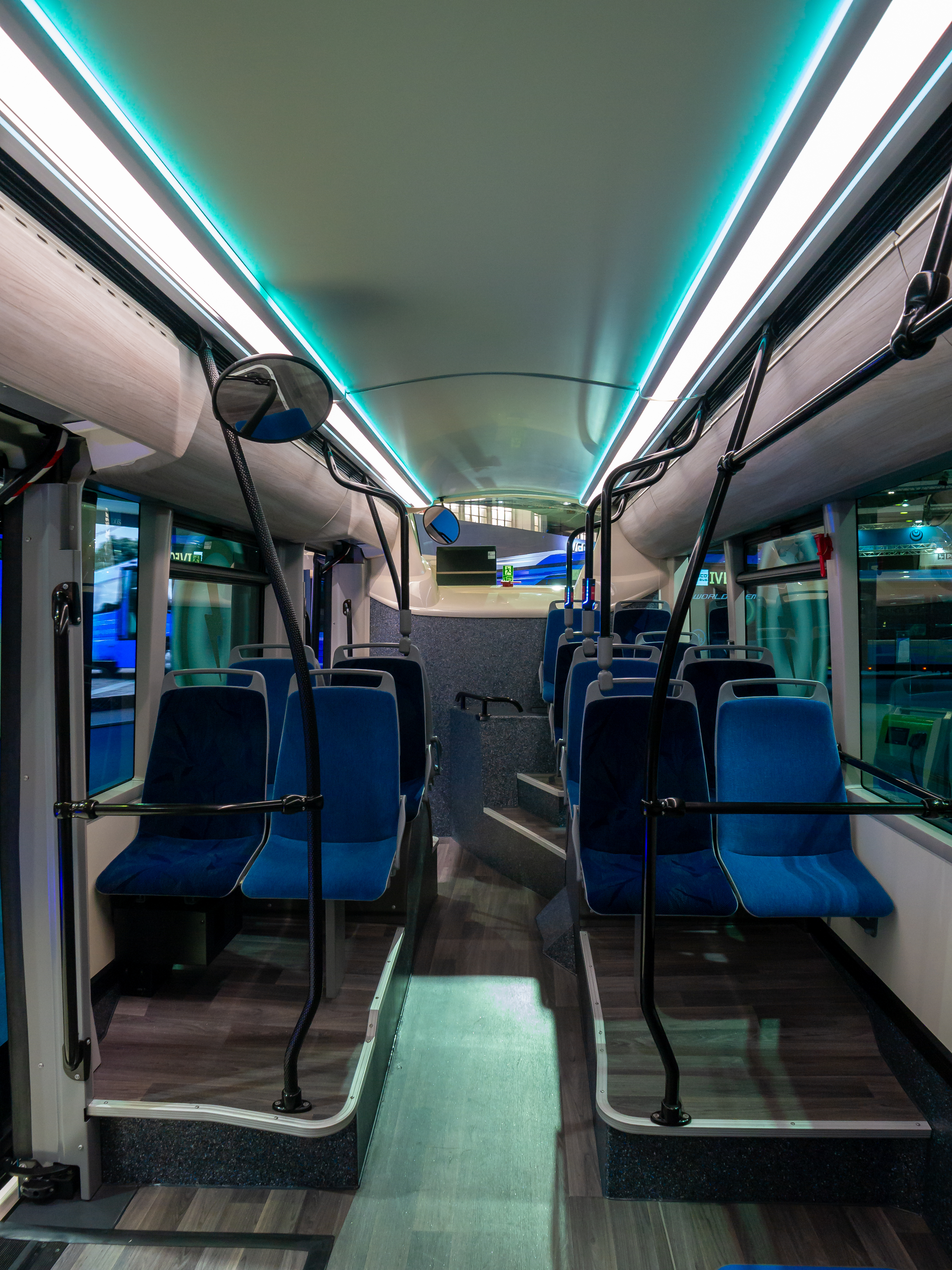
E-Way Innenraum
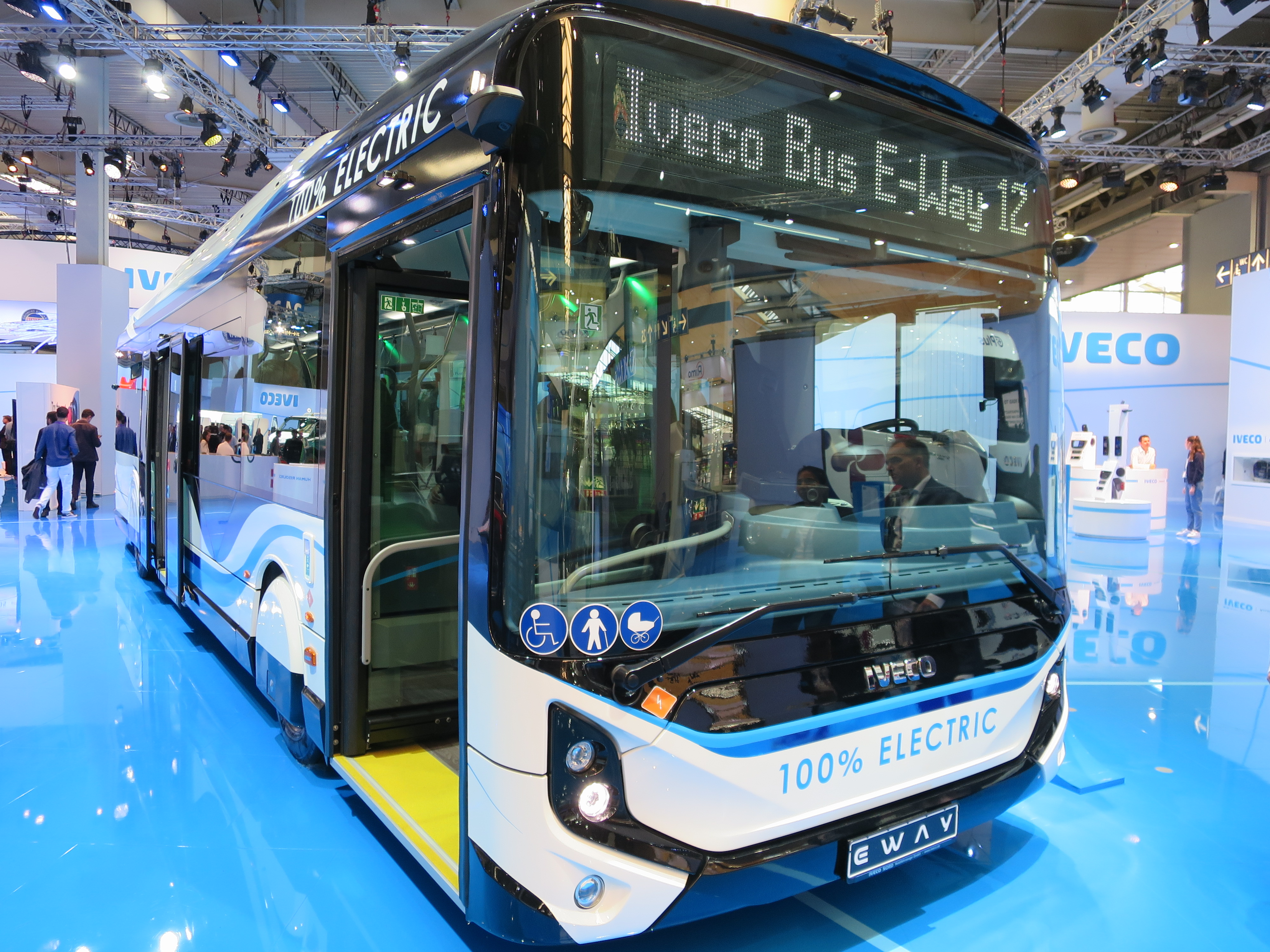
E-Way 12 Meter
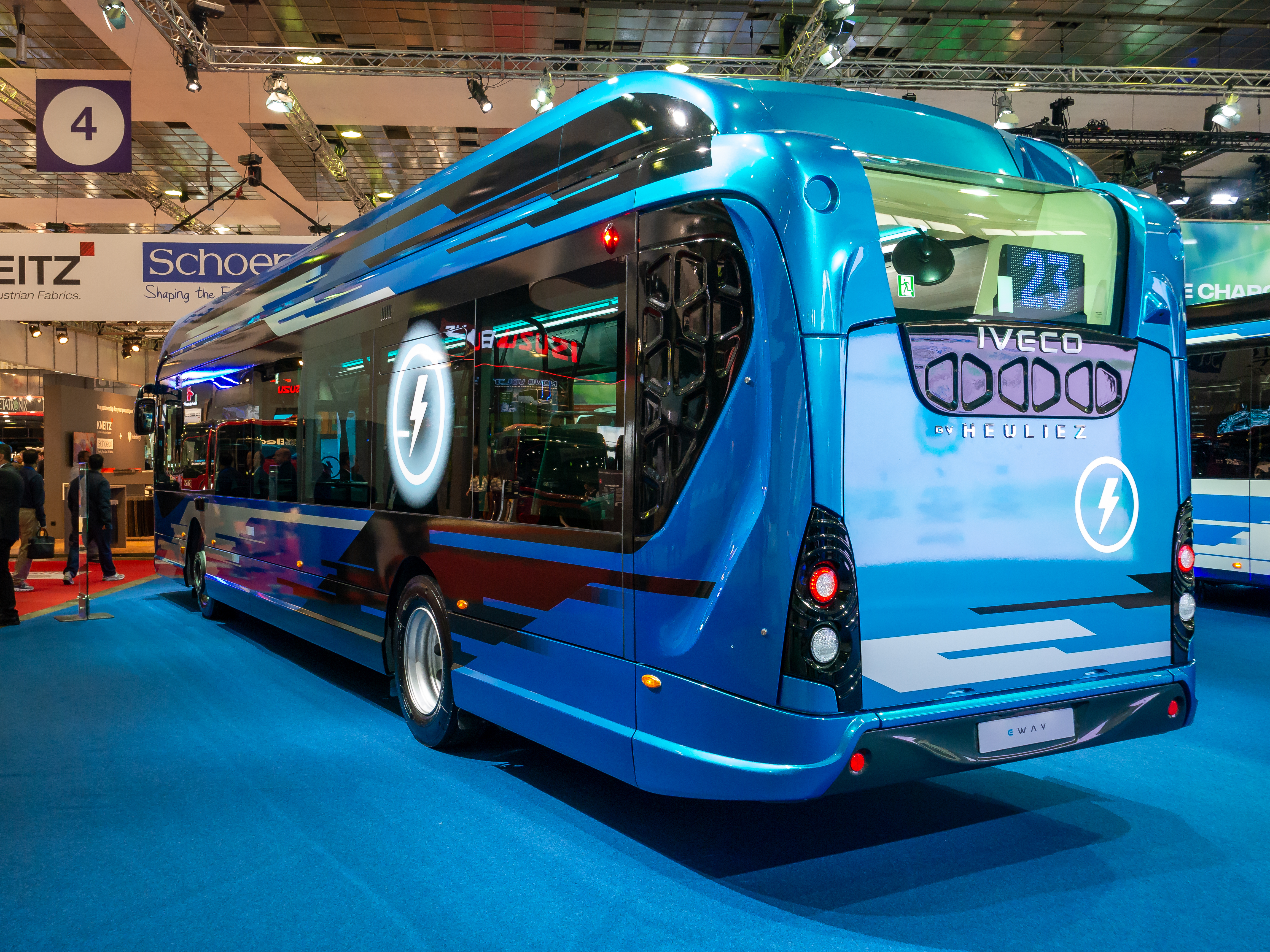
E-Way 12 Meter Rückansicht
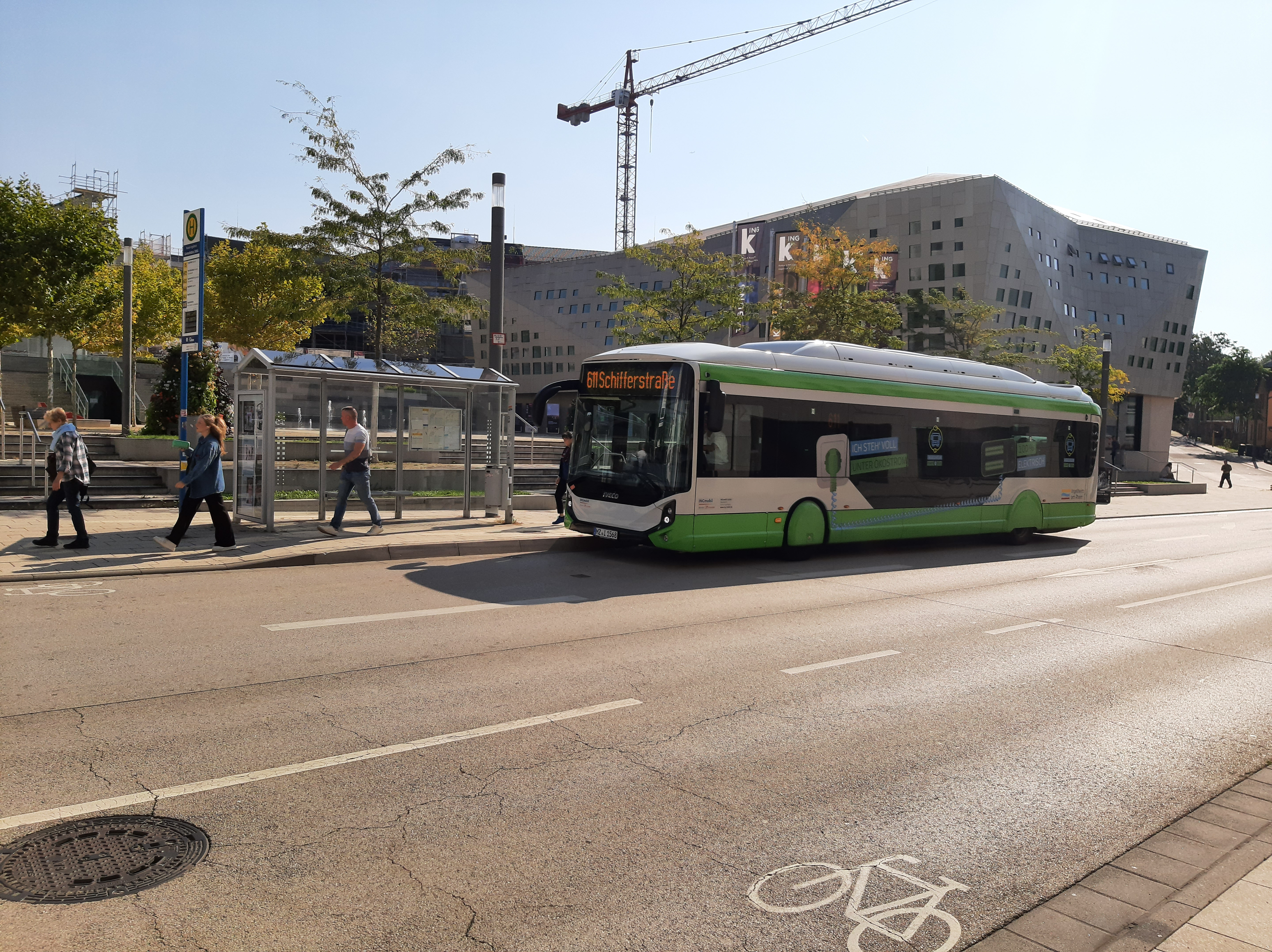
E-Way Bushaltestelle
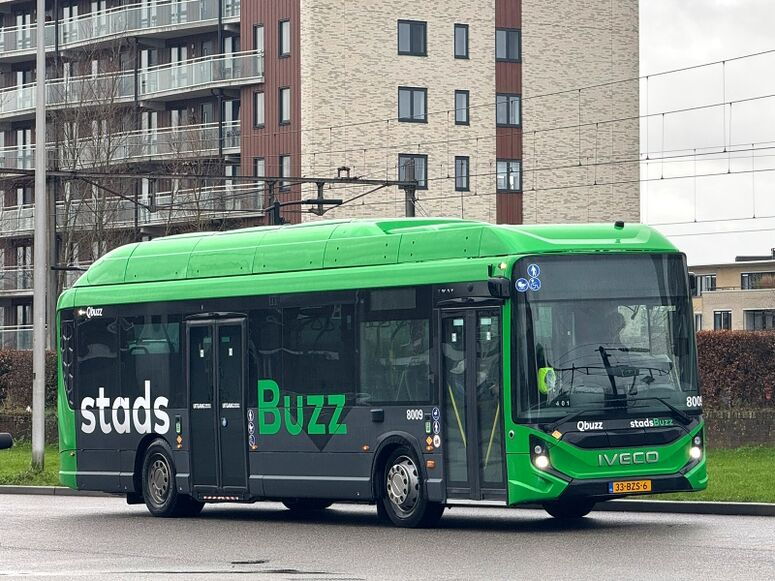
E-Way in der Stadt
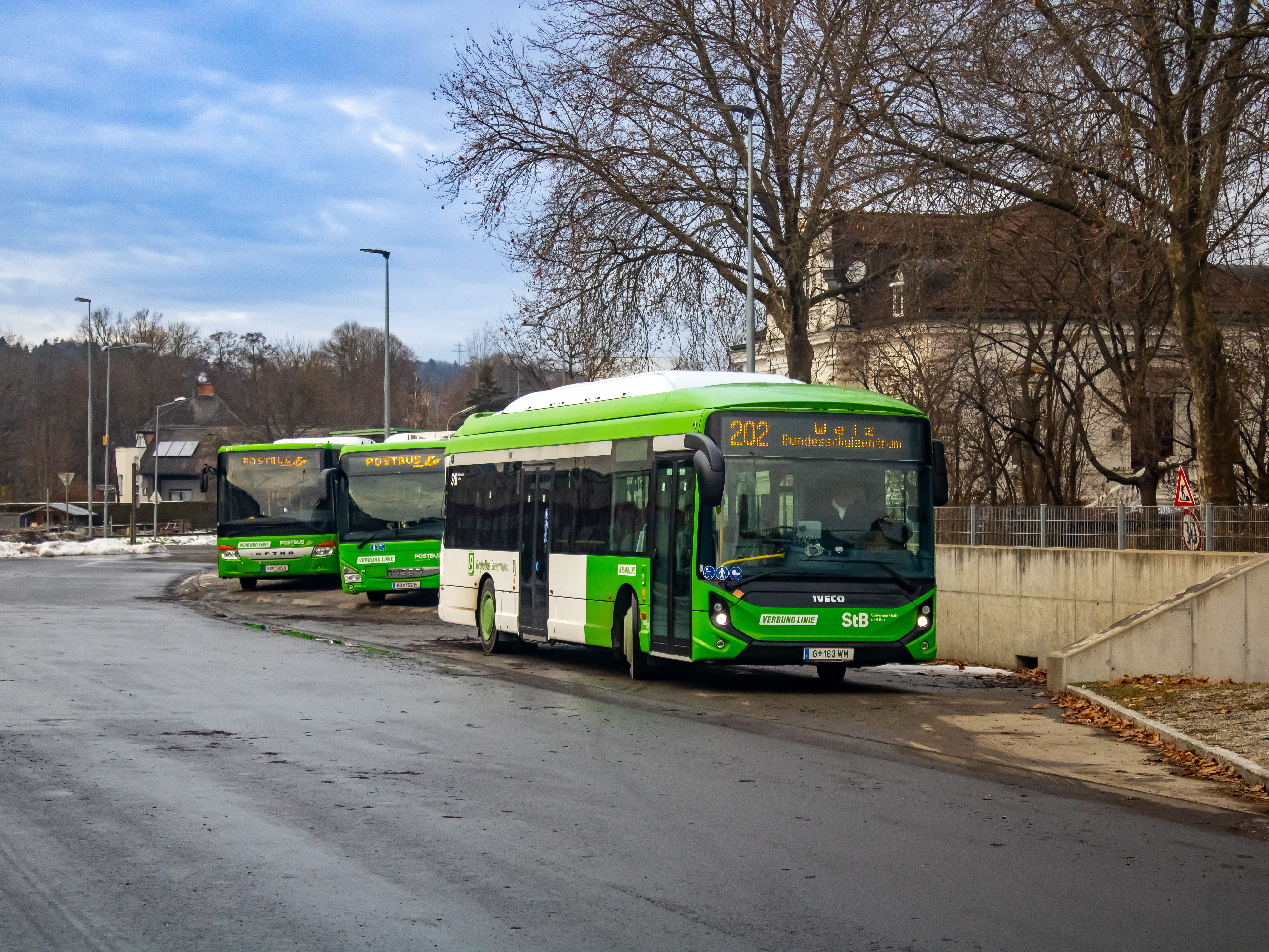
E-Way Bushaltestelle